# Finale della Coppa Libertadores 2024
La finale della 65ª edizione della Coppa Libertadores si è disputata sabato 30 novembre 2024 allo Stadio Monumental di Buenos Aires, in Argentina, tra i brasiliani del Atlético Mineiro e del Botafogo. Ad imporsi è stato il Botafogo, che ha battuto per 3-1 l’Atletico Mineiro.
La vincitrice si è qualificata alla Coppa Intercontinentale FIFA 2024, alla Coppa del mondo per club FIFA 2025 e alla Recopa Sudamericana 2025 (quest'ultima contro la vincente della Coppa Sudamericana 2024).

## Le squadre
| Squadre          | Partecipazioni precedenti (il grassetto indica la vittoria) |
| ---------------- | ----------------------------------------------------------- |
| Atlético Mineiro | 1 (2013)                                                    |
| Botafogo         | Nessuna                                                     |

## Sede
Il 4 ottobre 2024 la CONMEBOL ha scelto come sede della finale lo Stadio Monumental di Buenos Aires.

## Il cammino verso la finale
Note: in ogni risultato sottostante, il punteggio della squadra di casa è menzionato per primo.
| Atlético Mineiro                            | Atlético Mineiro                            | Atlético Mineiro                            | Turno                       | Botafogo   | Botafogo   | Botafogo      |
| ------------------------------------------- | ------------------------------------------- | ------------------------------------------- | --------------------------- | ---------- | ---------- | ------------- |
| Avversario                                  | Luogo                                       | Risultato                                   | Turni preliminari           | Avversario | Luogo      | Risultato     |
| Qualificato direttamente alla fase a gironi | Qualificato direttamente alla fase a gironi | Qualificato direttamente alla fase a gironi | Secondo turno               | Aurora     | Trasferta  | 1-1           |
| Qualificato direttamente alla fase a gironi | Qualificato direttamente alla fase a gironi | Qualificato direttamente alla fase a gironi | Secondo turno               | Aurora     | Casa       | 6-0           |
| Qualificato direttamente alla fase a gironi | Qualificato direttamente alla fase a gironi | Qualificato direttamente alla fase a gironi | Terzo turno                 | Bragantino | Casa       | 2-1           |
| Qualificato direttamente alla fase a gironi | Qualificato direttamente alla fase a gironi | Qualificato direttamente alla fase a gironi | Terzo turno                 | Bragantino | Trasferta  | 1-1           |
| Avversario                                  | Avversario                                  | Risultato                                   | Fase a eliminazione diretta | Avversario | Avversario | Risultato     |
| San Lorenzo                                 | Trasferta                                   | 1-1                                         | Ottavi di finale            | Palmeiras  | Casa       | 2-1           |
| San Lorenzo                                 | Casa                                        | 1-0                                         | Ottavi di finale            | Palmeiras  | Trasferta  | 2-2           |
| Fluminense                                  | Trasferta                                   | 1-0                                         | Quarti di finale            | San Paolo  | Casa       | 0-0           |
| Fluminense                                  | Casa                                        | 2-0                                         | Quarti di finale            | San Paolo  | Trasferta  | 1-1 (4-5 dtr) |
| River Plate                                 | Casa                                        | 3-0                                         | Semifinale                  | Peñarol    | Casa       | 5-0           |
| River Plate                                 | Trasferta                                   | 0-0                                         | Semifinale                  | Peñarol    | Trasferta  | 3-1           |

## Tabellino
| Arbitro: | Facundo Tello |

|            |           |                                                         |
| Vargas 47’ | Marcatori | 35’ Luiz Henrique 44’ (rig.) Telles 90+7’ Júnior Santos |

| Atlético Mineiro | Botafogo |

### Formazioni
| P              | 22 | Everson           |       |     |
| D              | 2  | Lyanco            | 45+1’ | 46’ |
| D              | 8  | Júnior Alonso     |       |     |
| D              | 13 | Guilherme Arana   |       |     |
| C              | 21 | Rodrigo Battaglia | 30’   |     |
| C              | 6  | Gustavo Scarpa    |       | 46’ |
| C              | 18 | Fausto Vera       | 45+2’ | 46’ |
| C              | 23 | Alan Franco       |       |     |
| A              | 7  | Hulk              | 90+2’ |     |
| A              | 10 | Paulinho          |       |     |
| A              | 9  | Deyverson         |       | 76’ |
| Panchina:      |    |                   |       |     |
| P              | 31 | Matheus Mendes    |       |     |
| D              | 3  | Bruno Fuchs       |       |     |
| D              | 16 | Igor Rabello      |       |     |
| D              | 25 | Mariano           |       | 46’ |
| D              | 26 | Renzo Saravia     |       |     |
| D              | 44 | Rubens            |       |     |
| C              | 5  | Otávio            |       |     |
| C              | 17 | Igor Gomes        |       |     |
| C              | 20 | Bernard           |       | 46’ |
| C              | 45 | Alisson           |       |     |
| A              | 11 | Eduardo Vargas    |       | 46’ |
| A              | 14 | Alan Kardec       |       | 76’ |
| Allenatore:    |    |                   |       |     |
| Gabriel Milito |    |                   |       |     |

| P           | 12 | John               |       |       |
| D           | 22 | Vitinho            | 90+4’ |       |
| D           | 34 | Adryelson          |       |       |
| D           | 20 | Alexander Barboza  |       |       |
| D           | 12 | Alex Telles        | 45+3’ | 58’   |
| C           | 26 | Gregore            | 2’    |       |
| C           | 17 | Marlon Freitas     |       |       |
| C           | 10 | Jefferson Savarino |       | 58’   |
| A           | 7  | Luiz Henrique      |       | 79’   |
| A           | 11 | Thiago Almada      | 79’   | 80’   |
| A           | 99 | Igor Jesus         |       | 90+3’ |
| Panchina:   |    |                    |       |       |
| P           | 1  | Gatito Fernández   |       |       |
| D           | 3  | Lucas Halter       |       |       |
| D           | 21 | Marçal             |       | 58’   |
| D           | 66 | Cuiabano           |       |       |
| C           | 5  | Danilo Barbosa     |       | 58’   |
| C           | 6  | Tchê Tchê          |       |       |
| C           | 28 | Allan              |       | 90+3’ |
| C           | 33 | Carlos Eduardo     |       |       |
| C           | 70 | Óscar Romero       |       |       |
| A           | 9  | Tiquinho Soares    |       |       |
| A           | 9  | Júnior Santos      | 90+9’ | 80’   |
| A           | 37 | Matheus Martins    |       | 79’   |
| Allenatore: |    |                    |       |       |
| Artur Jorge |    |                    |       |       |